# Schweizerische Freie Keglervereinigung
Die Schweizerische Freie Keglervereinigung (SFKV) wurde am 20. April 1952 in Olten SO gegründet.
Es besteht aus einem Zentralverband mit 19 Unterverbänden und einem Kantonalverband, die den administrativen und sportlichen Vereinsbetrieb im Sinne der SFKV-Statuten in weitreichender Autonomie gestalten. Die Unterverbände führen jedes Jahr eine Jahres-Meisterschaft durch, welche zwischen vier und zehn einzelnen Kegelmeisterschaften besteht. Im Weiteren werden diverse andere Anlässe (z. B. Einzelcup, Klubcup, externe Meisterschaften) je nach Unterverband organisiert. Die Herauf- bzw. Herabstufung in die Kategorien A, B und C erfolgt autonom in den Unterverbänden. Die Schweizerische Freie Keglervereinigung ist verantwortlich für die Durchführung der Kegelanlässe mit nationaler Bedeutung. Folgende Anlässe werden jährlich durchgeführt: Schweizermeisterschaft, Schweizerischer Einzelcup, Schweizerischer Klubcup, Unterverbandsmannschaftswettkampf und die Schweizerischen Senioren- und Veteranenmeisterschaft.
Der Vereinsgedanke ist die Förderung und Verbreitung des Kegelsportes in der Schweiz, Pflege der Kameradschaft und Geselligkeit im Rahmen von gesellschaftsdienlichen Aktivitäten.

## Kantonal- und Unterverbände
Aktuell sind der Schweizerischen Freien Keglervereinigung 19 Unterverbände und 1 Kantonalverband angeschlossen.
| Unterverband                                   | Gründung           | Beitritt SFKV | Präsident bei Gründung | Ehemaliger Name                    |
| ---------------------------------------------- | ------------------ | ------------- | ---------------------- | ---------------------------------- |
| Freie Keglervereinigung Basel-Stadt & Umgebung | 8. Mai 1951        | 1952          | Lüthi Ernst            | Basel und Umgebung                 |
| Bern-Stadt                                     | 14. November 1938  | 1952          | Delaprez Armand        | Bern und Umgebung                  |
| Berner Oberland                                | 10. Dezember 1957  | 1957          | Michel Christian       |                                    |
| Emmental                                       | 20. Dezember 1958  | 1959          | Pfister Hans           |                                    |
| Entlebuch                                      | 16. Dezember 1967  | 1967          | Sigrist Franz          |                                    |
| Freie Aargauer                                 | 16. April 1942     | 1952          | Fischer Werner         | Oberaargauische Kegler-Vereinigung |
| Fricktal                                       | 10. Dezember 1958  | 1958          | Stebler Werner         |                                    |
| Graubünden                                     | 1970               | 1970          | Tuor Beni              |                                    |
| Interlaken-Oberhasli                           | 14. Februar 1964   | 1964          | Michel Christian       | Engeres Oberland                   |
| Luzern-Stadt                                   | 16. Dezember 1967  | 1967          | Bucher Aerny           |                                    |
| Mittelaargau                                   | 16. Dezember 1951  | 1952          | Geissmann Hans         |                                    |
| Oberaargau                                     | 1. Dezember 1967   | 1967          | Meier Walter           |                                    |
| Olten und Umgebung                             | 25. September 1948 | 1952          | Meyer Werner           |                                    |
| Seeland                                        | 14. Mai 1966       | 1966          | Brand Werner           |                                    |
| Seetal-Habsburg                                | 16. Dezember 1967  | 1967          | Buck Leo               |                                    |
| Solothurn und Umgebung                         | 19. Dezember 1953  | 1953          | Krebs Ernst            | Wasseramt                          |
| Talschaft                                      | 11. Januar 1959    | 1959          | Merz Paul              |                                    |
| Willisau-Sursee                                | 16. Dezember 1967  | 1967          | Häberli Kurt           | Hinterland                         |
| Kanton Zürich                                  | 11. Dezember 1974  | 1974          | Fäh Hermann            |                                    |
| Aufgelöste Unterverbände                       |                    |               |                        |                                    |
| Kanton Tessin                                  | 1970               | 1970          | Knuchel Alfred         |                                    |

| Kantonalverband / Regionalverband         | Gründung    | Beitritt SFKV | Unterverbände                                                                           | Auflösung | Kürzel | Vollständiger Name                    |
| ----------------------------------------- | ----------- | ------------- | --------------------------------------------------------------------------------------- | --------- | ------ | ------------------------------------- |
| Bern                                      | 1938        | 1952          | - Berner Oberland - Bern-Stadt - Emmental - Interlaken-Oberhasli - Oberaargau - Seeland |           | FKVKV  | Freier Keglerverband des Kantons Bern |
| Aufgelöste Kantonal- und Regionalverbände |             |               |                                                                                         |           |        |                                       |
| Luzern                                    | Januar 1955 | 1956          | - Entlebuch - Luzern-Stadt - Seetal-Habsburg - Willisau-Sursee                          | 1997      | LFKV   | Luzerner Freier Keglerverband         |
| Nord-Ost-Schweiz (Regionalverband)        | 1971        | 1971          | - Fricktal - Graubünden - Mittelaargau (bis 1974) - Talschaft - Winterthur              | 1971      |        |                                       |